# 周曉鵬
周曉鵬，台湾导演，剛入行時從事攝影工作，並以《三張王牌》入圍2001年金鐘獎最佳攝影獎；之後轉任導演，作品有《千金百分百》、《愛上千金美眉》等。2009年執導的大愛電視年度戲劇《芳草碧連天》拿下2014年海峽影視季「最受大陸觀眾歡迎的台灣電視劇獎」。2013年執導紅極一時的電視劇《蘭陵王》後，回到台灣拍攝八點檔《雨後驕陽》，並於2014年和美國知名導演 Gregory Nicoterou一起入圍2014首爾電視節最佳導演獎。

## 攝影作品
| 年 份  | 劇 名            |
| ------ | ---------------- |
| 2000年 | 《青河絕戀》     |
| 2001年 | 《三張王牌》     |
| 2001年 | 《無敵縣令》     |
| 2002年 | 《十八歲的天空》 |
| 2007年 | 《紫禁之巔》     |

## 導演作品

### 電視劇
| 年 份  | 劇 名              |
| ------ | ------------------ |
| 2003年 | 《千金百分百》     |
| 2004年 | 《愛上千金美眉》   |
| 2004年 | 《燃燒天堂》       |
| 2005年 | 《巴黎戀歌》       |
| 2007年 | 《美麗晨曦》       |
| 2007年 | 《晚晴》           |
| 2007年 | 《蕭醫師週記》     |
| 2007年 | 《星星知我心2007》 |
| 2009年 | 《閃亮的日子》     |
| 2009年 | 《芳草碧連天》     |
| 2009年 | 《女仨的婚事》     |
| 2011年 | 《美味人生》       |
| 2011年 | 《回家(原民台)》   |
| 2013年 | 《蘭陵王》         |
| 2014年 | 《雨後驕陽》       |
| 2014年 | 《指尖的溫暖》     |
| 2014年 | 《千金女賊》       |
| 2014年 | 《高跟鞋》         |
| 2014年 | 《超級大英雄》     |
| 2014年 | 《星座愛情獅子女》 |
| 2015年 | 《王者對決》       |
| 2016年 | 《谷風少年》       |
| 2016年 | 《我和我的十七歲》 |
| 2017年 | 《因為遇見你》     |
| 2018年 | 《盛唐幻夜》       |

## 獲獎紀錄
- 《三張王牌》入圍2001金鐘獎「最佳攝影獎」。
- 《雨後驕陽》入圍2014金鐘獎最佳戲劇節目獎、戲劇最佳男女主角獎、最佳男女配角獎、最佳導演等10項12獎。
- 《雨後驕陽》入圍2014韓國首爾電視節「最佳導演獎」。
- 《芳草碧連天》獲2014年【海峽影視季】最受大陸觀眾歡迎的台灣電視劇獎。
- 《蘭陵王》獲2014年【海峽影視季】最受台灣觀眾歡迎的大陸電視劇獎。

## 外部連結
- 周曉鵬的-工頭人生的Facebook專頁
- 望他一眼 導演周曉鵬讓演員落淚 （页面存档备份，存于）
- 《雨後驕陽》照亮台灣戲劇 （页面存档备份，存于）